# 土平博
土平 博（つちひら ひろし、1966年 - ）は、日本の地理学者。奈良大学文学部地理学科教授。専攻は地理学。

## 略歴
大阪府池田市生まれ。1995年に関西大学大学院博士後期課程単位取得後、奈良大学文学部地理学科助手となる。2003年奈良大学文学部地理学科講師、2007年奈良大学文学部地理学科准教授、2014年から教授。近世陣屋・町の形状復元、地籍資料を利用した研究をしている。

## 著書
- 『葛城山東麓兄川筋の水論と「兄川筋水利絵図」』	奈良大学総合研究所、2003年

## 共編著
- 『ジオ・パルNEO = Geo-Pal NEO : 地理学・地域調査便利帖』野間晴雄、香川貴志、河角龍典、小原丈明 共編著、海青社、2012年
- 『城から見た信長』千田嘉博、下坂守、河内将芳共著、ナカニシヤ出版・奈良大ブックレット、2015年

## 論文
- 国立情報学研究所収録論文 国立情報学研究所